# James B. Hunt
James Bennett Hunt (* 13. August 1799 in Demerara, Niederländisch-Guayana; † 15. August 1857 in Washington, D.C.) war ein US-amerikanischer Politiker. Zwischen 1843 und 1847 vertrat er den Bundesstaat Michigan im US-Repräsentantenhaus.

## Werdegang
James Hunt kam im Jahr 1803 mit seinem Vater nach New York City, wo er öffentliche Schulen besuchte. Nach einem anschließenden Jurastudium und seiner im Jahr 1824 erfolgten Zulassung als Rechtsanwalt begann er in New York City in seinem neuen Beruf zu arbeiten. Im Jahr 1836 zog er nach Pontiac im Michigan-Territorium. Dort wurde er noch im gleichen Jahr Nachlassrichter. Nach Michigans Beitritt zur Union wurde Hunt von Gouverneur Stevens Mason zum Beauftragten zur Verbesserung der Infrastruktur des neuen Staates ernannt. Zwischen 1841 und 1843 war er Staatsanwalt im Oakland County.
Politisch war Hunt Mitglied der Demokratischen Partei. Bei den Kongresswahlen des Jahres 1842 wurde er im neugeschaffenen dritten Wahlbezirk von Michigan in das US-Repräsentantenhaus in Washington gewählt, wo er am 4. März 1843 sein neues Mandat antrat. Nach einer Wiederwahl im Jahr 1844 konnte er bis zum 3. März 1847 zwei Legislaturperioden im Kongress absolvieren. Diese waren seit 1845 von den Ereignissen des Mexikanisch-Amerikanischen Krieges geprägt.
Nach seinem Ausscheiden aus dem US-Repräsentantenhaus war James Hunt zwischen Januar 1848 und Juni 1849 Leiter des Land Office in Sault Ste. Marie. Anschließend kehrte er nach Pontiac zurück, wo er im Oakland County als Gerichtsbeauftragter (Court Commissioner) arbeitete. Später zog er in die Bundeshauptstadt Washington, wo er am 15. August 1857 verstarb.